# Peter Skov-Jensen
Peter Skov-Jensen (Esbjerg, 1971. június 9. –), dán válogatott labdarúgókapus.
A dán válogatott tagjaként részt vett a 2004-es Európa-bajnokságon.